# Krásný Dvůr
Krásný Dvůr är en ort i Tjeckien.   Den ligger i regionen Ústí nad Labem, i den västra delen av landet, 80 km väster om huvudstaden Prag. Krásný Dvůr ligger 293 meter över havet och antalet invånare är 758.
Terrängen runt Krásný Dvůr är huvudsakligen platt, men västerut är den kuperad. Runt Krásný Dvůr är det ganska tätbefolkat, med 93 invånare per kvadratkilometer. Närmaste större samhälle är Žatec, 15,0 km nordost om Krásný Dvůr. Trakten runt Krásný Dvůr består till största delen av jordbruksmark.